# Čikov

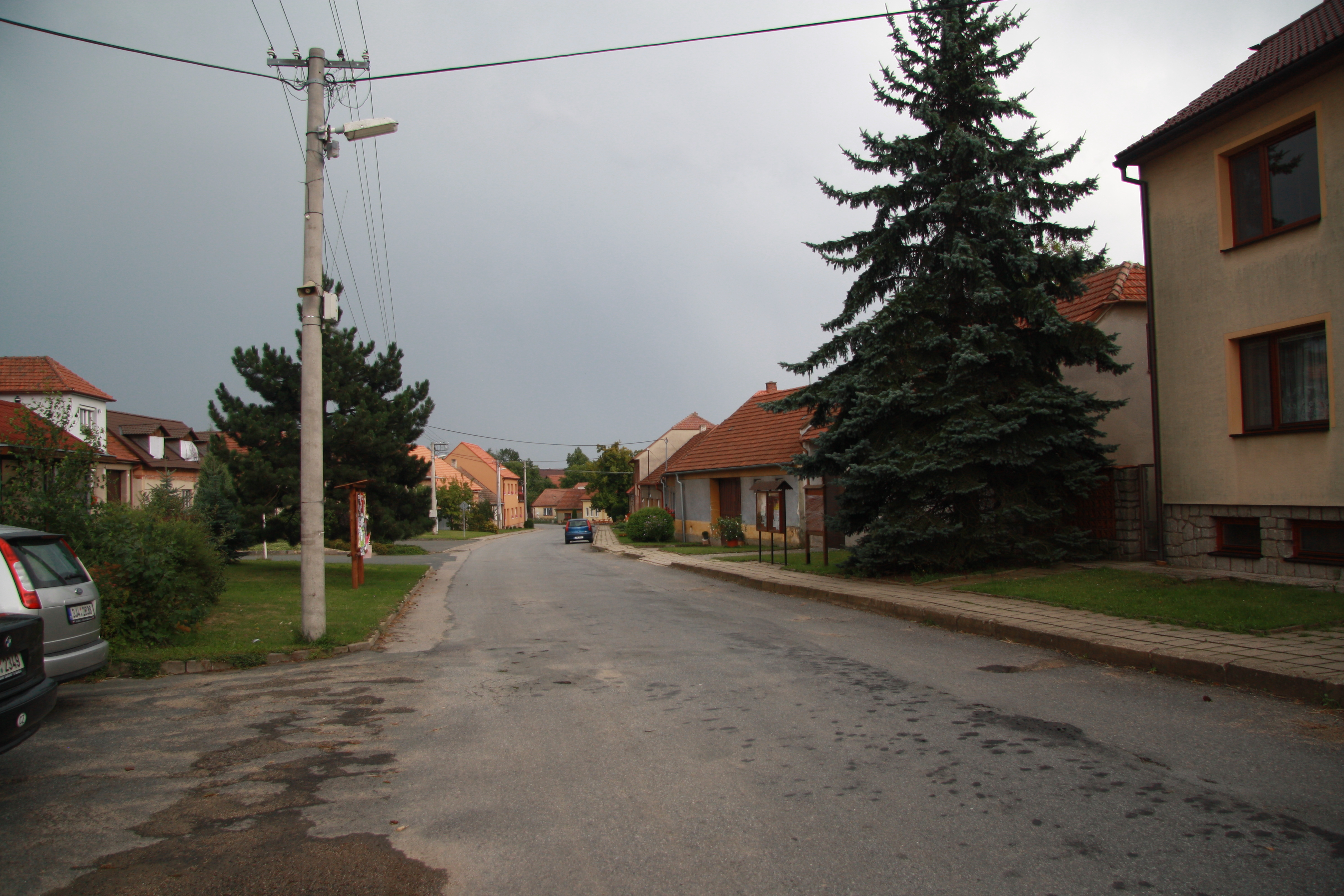
Ortszentrum

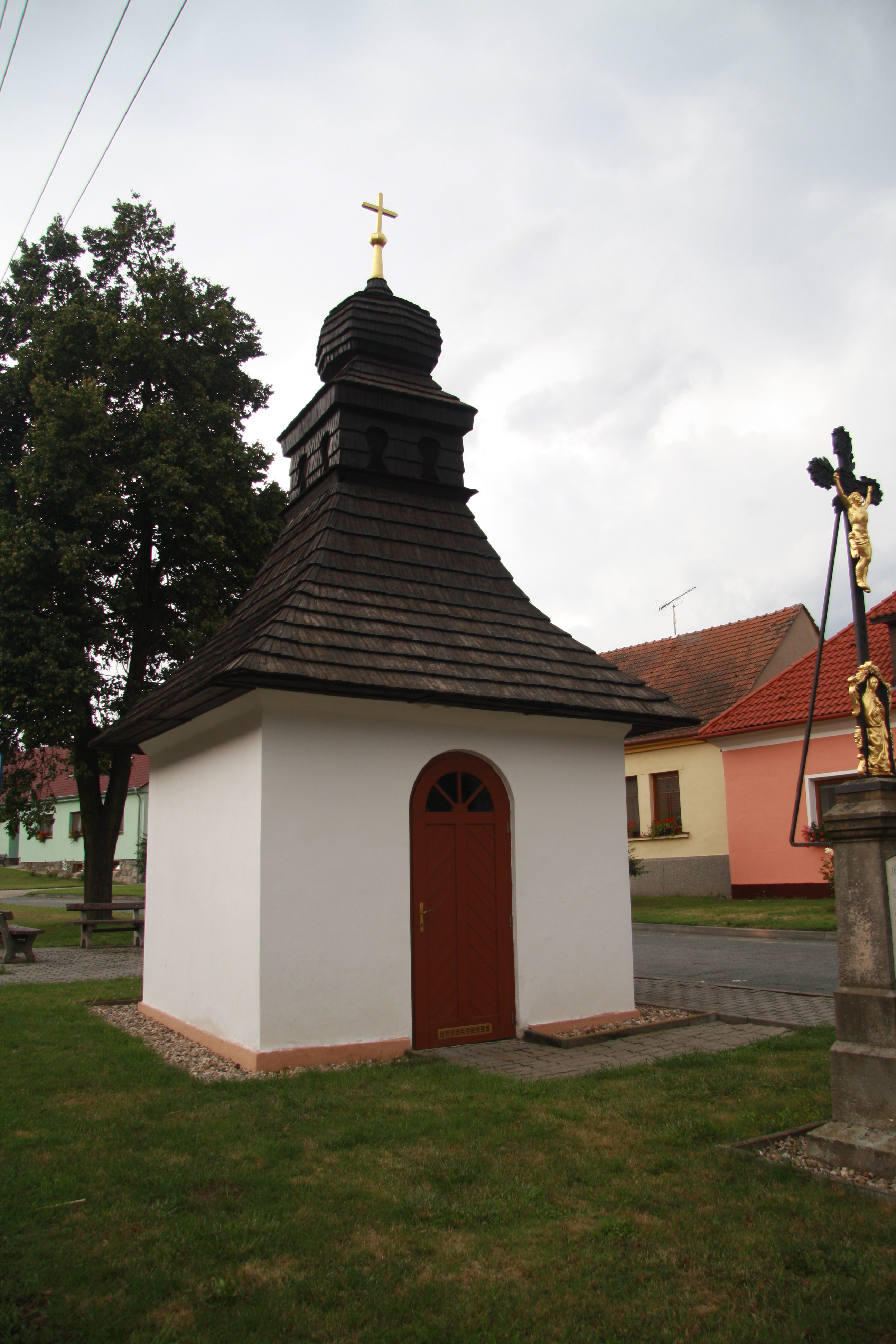
Kapelle der hl. Maria Magdalena

Čikov (deutsch Czikow, 1939–45 Tschikow) ist eine Gemeinde in Tschechien. Sie liegt sechs Kilometer südwestlich von Velká Bíteš und gehört zum Okres Třebíč.

## Geographie
Čikov befindet sich in den Ausläufern der Křižanovská vrchovina (Krischanauer Bergland) im Süden der Böhmisch-Mährischen Höhe. Das Dorf liegt in der Quellmulde des Baches Bělínský potok. Durch den Ort führt die Staatsstraße II/392 zwischen Velké Meziříčí und Kralice nad Oslavou. Nördlich erhebt sich der Koní vrch (526 m n.m.), im Südosten der Na Hložcích (484 m n.m.). Gegen Südwesten erstreckt sich der Wald Čikovská doubrava.
Nachbarorte sind Lhotka, Holubí Zhoř und Jáchymov im Norden, Březka und Nové Sady im Nordosten, Jestřabí und Jindřichov im Osten, Jasenice und Pucov im Südosten, Důl Pucov, Jedov, Jasinka, Naloučany, Ocmanice und Čikovská Myslivna im Süden, Naloučanský Mlýn, Zahrádka und Pyšel im Südwesten, Vaneč und Kamenná im Westen sowie Klementice, Holomkův Mlýn, Oslava und Tasov im Nordwesten.

## Geschichte
Die erste schriftliche Erwähnung von Štikov erfolgte 1368. Johann d. J. von Meziříč verschrieb 1371 seiner Frau Katharina von St. Görgen 1200 Pfund Wiener Denare als Morgengabe auf die Dörfer Štikov, Lhotka und Březka sowie den Hof Kyjov. Im Jahre 1377 wurde Štikov als eines der 14 Dörfer der Herrschaft Meziříčí aufgeführt. Katharina verw. von Meziříč trat 1398 ihre Morgengabe auf Březka an Elisabeth verw. von Světlov ab und nahm Elisabeth auf die Morgengabe in Čikov, Lhotka und Zhoř in Gemeinschaft. Seit 1437 gehörte Čikov zur Herrschaft Náměšť. Das älteste Gemeindesiegel stammt aus dem 18. Jahrhundert.
Im Jahre 1842 bestand das im Znaimer Kreis auf einer Anhöhe gelegene Dorf Czikow bzw. Čjkow aus 35 Häusern, in denen 216 Personen lebten. Pfarr- und Schulort war Tassau. Bis zur Mitte des 19. Jahrhunderts blieb Czikow der Fideikommissgrafschaft Namiescht untertänig.
Nach der Aufhebung der Patrimonialherrschaften bildete Číkov / Czikow ab 1849 eine Gemeinde im Gerichtsbezirk Groß Bittesch. Ab 1869 gehörte Číkov zum Bezirk Groß Meseritsch. Zu dieser Zeit hatte das Dorf 293 Einwohner und bestand aus 38 Häusern. 1874 wurde eine Schule eröffnet. Im Jahre 1900 lebten in Čikov 330 Personen; 1910 waren es 327. Der Gemeindename wurde zu Beginn des 20. Jahrhunderts in Čikov geändert. Beim Zensus von 1921 lebten in den 47 Häusern der Gemeinde 319 Personen, darunter 318 Tschechen. Im Jahre 1930 bestand Čikov aus 50 Häusern und hatte 326 Einwohner. Zwischen 1939 und 1945 gehörte Čikov / Tschikau zum Protektorat Böhmen und Mähren. 1948 wurde die Gemeinde dem Okres Velká Bíteš zugeordnet. Im Jahre 1950 hatte Čikov 252 Einwohner. Im Zuge der Gebietsreform und der Aufhebung des Okres Velká Bíteš wurde die Gemeinde am 1. Juli 1960 dem Okres Třebíč zugewiesen. Beim Zensus von 2001 lebten in den 62 Häusern von Čikov 223 Personen.

## Sehenswürdigkeiten
- Kapelle der hl. Maria Magdalena auf dem Dorfplatz
- Denkmal der Gefallenen des Ersten Weltkrieges
- Mehrere Wegkreuze